# Mokha
Pour les articles homonymes, voir Mocha.

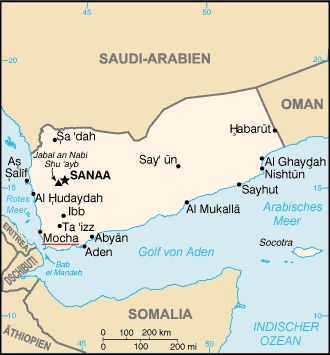
Le port d'al-Mukha sur la Mer Rouge.

Mokha, Mocha (orthographe anglaise), Mokka ou Moka, (de l'arabe المخا, al-Mukha) est une ville portuaire du Yémen sur la mer Rouge. Plusieurs appellations de café, tant dans le monde arabe qu'en Europe, tirent leur nom de cette ville.

## Histoire

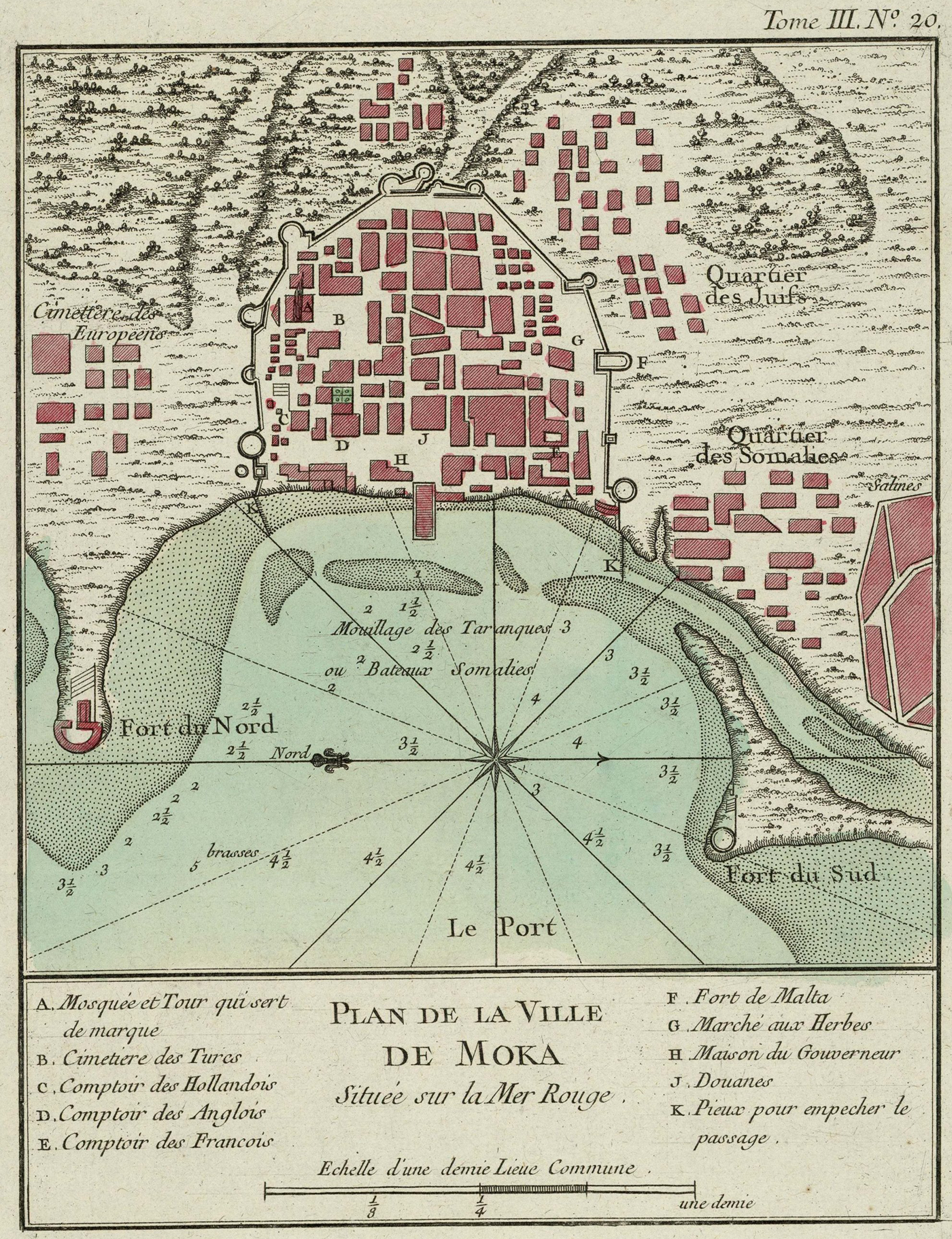
Plan de la Ville de Moka d'après le géographe Jacques-Nicolas Bellin (1764).

Mokha est connu du XVIe au XVIIIe siècle comme le premier port exportateur de café, culture originaire d'Éthiopie et développée dans le Yémen ottoman puis dans l'imamat zaïdite indépendant. Le premier café ouvre en 1554 à Constantinople. La passion pour le moka gagne Venise en 1615 et le premier café n'ouvre à Vienne (Autriche) qu'en 1640. Mokha est la dernière forteresse tenue par les Ottomans lorsqu'ils sont chassés du Yémen par la révolte des Zaïdites en 1635.

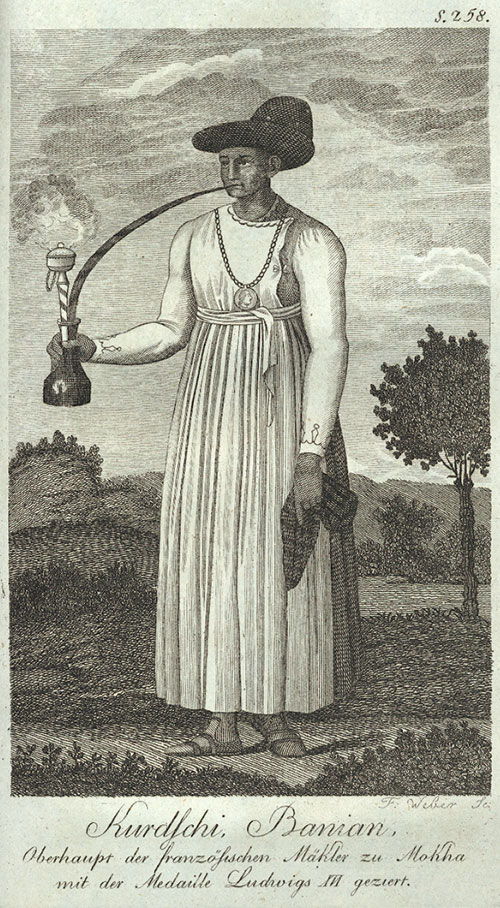
Kurdschi Banina, mandataire des courtiers français à Moka portant une médaille à l'effigie de Louis XVI, vers 1790–1800

C'est alors l'apogée de Mokha qui détient le monopole du commerce du café et peu après celui des livraisons vers l'Europe. La décadence de ce port s'amorce lorsqu'au XVIIIe siècle Ceylan devient le centre de la contrebande du café avant d'en devenir le principal comptoir.
La compagnie française des Indes orientales organise la première expédition de Moka qui quitte Brest le 6 janvier 1708. Les corsaires malouins Philippe Walsh, capitaine du Curieux, et Julien Lebrun sur Le Diligent font route pour Moka, les deux navires rentrèrent (sans Philippe Walsh, mort à Massali) à Saint-Malo le 8 mai 1710 avec 1 300 milliers de café. En cours de route, ils rançonnent deux navires anglais à la hauteur de Lisbonne, prennent un hollandais de 36 canons, le Grand-Vainqueur-de-Middelelbourg, auprès de l'Ascension, et, au retour, un autre hollandais de 40 canons, l'Esquivic, dans les parages des îles Maldives.
Au début du XIXe siècle, l'activité de Mokha décline : le commerce du café se déplace vers Bait al Faqih, puis vers Aden. Mokha est assiégée et rançonnée plusieurs fois lors des guerres qui opposèrent Méhémet Ali, pacha d'Égypte, l'émir d'Asir et le chérif de La Mecque. L'intervention des puissances européennes oblige Méhémet Ali à restituer Mokha à l'imam zaïdite en 1840.

## Tourisme
- Mosquée Ash-Shâdhili, vers 1450.